# Anapura, Channagiri
Anapura là một làng thuộc tehsil Channagiri, huyện Davanagere, bang Karnataka, Ấn Độ.